# Visitas oficiales de jefes de Estado y de Gobierno a España durante la IX Legislatura
Las visitas oficiales que jefes de Gobierno o de Estado realizaron a España durante la IX Legislatura (1 de abril de 2008 – 27 de septiembre de 2011) se detallan a continuación.

## Características
Las visitas de Estado a España, como las que realizan fuera de España, se realizan mediante invitación del país anfitrión y entre jefes de Estado. Estas visitas, que tienen pueden tener una duración máxima de 3 días, suelen contar con la presencia de los consortes y destacan por los recibimientos con honores y por posteriores comidas o cenas donde asisten las máximas autoridades civiles, militares, eclesiásticas, así como, principales empresarios y personajes de la sociedad civil en algunos casos. Estas visitas de Estado suelen realizarse una sola vez durante el mandato del Jefe del Estado, y siendo posible otra hasta un cambio de mandato
La visita oficial, por su parte, suele ser menos protocolaria, y se realizan por invitación o por solicitud del país extranjero. Pueden realizarlas, en menor duración que las visitas de estado, jefes de Estado, primeros ministros, ministros o representantes de organizaciones internacionales. En muchos casos solo incluye la visita al jefe del gobierno del país anfitrión (en caso de sistemas parlamentarios o semipresidencialistas), especialmente para tratar temas de índole político, económico, social etcétera. Estas visitas oficiales también pueden darse por visitas a instituciones concretas, eventos como ferias internacionales, congresos, festividades patrias, ceremonias...

## Visitas de estado a España
Las visitas estatales a España se llevan a cabo con la participación del Rey de España. Los eventos del día comienzan cuando el dignatario visitante llega en un vehículo especial al Palacio Real de Madrid en la capital española de Madrid. A medida que llega el dignatario, las unidades de la Guardia Real se preparan para el inicio de la ceremonia. La ceremonia comienza con todas las unidades presentando armas al sonar una saludo real, con la ejecución del himno nacional del país invitado y después del himno nacional español, la Marcha Real.  Luego comienzan su inspección, revisando la infantería así como las unidades montadas. Una vez que se completa la revisión, se lleva a cabo un gran desfile militar en el patio del palacio con las bandas en masa que tocan música militar a medida que las unidades avanzan.

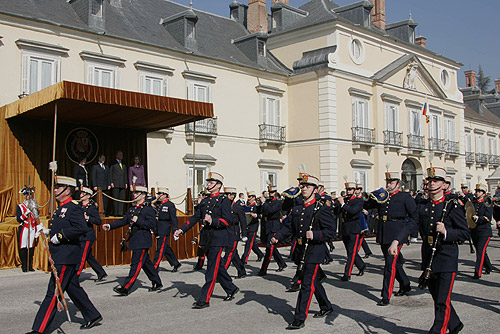
Banda Militar durante una visita de estado para el presidente de Rusia Vladímir Putin.

La otra ceremonia estatal notable que se lleva a cabo en el palacio es la cena estatal, organizada por el Rey, a la que asisten el dignatario visitante, su delegación, la familia real española, el presidente del Gobierno y otras autoridades del Estado. Durante el transcurso de la visita, el líder visitante puede pronunciar un discurso en una sesión conjunta de Cortes Generales.

## Autoridades españolas
La Jefatura del Estado la ejercía el monarca Juan Carlos I, en el cargo desde 1975. La Jefatura del Gobierno recayó nuevamente en el presidente del Gobierno, José Luis Rodríguez Zapatero del PSOE.
- Gobierno: 14 de abril de 2008 - 20 de noviembre de 2011.
- Gobierno en funciones: 20 de noviembre de 2011 - 22 de diciembre de 2011.

## Cronología
| Fecha                | País | Jefe de Estado o de Gobierno                                                                                   |
| -------------------- | --- | --- |
| 2008                 | | |
| 12 de mayo           | Ecuador                                                                                                  | Presidente Rafael Correa                                                                                       |
| 12 de junio          | México                                                                                                   | Presidente Felipe Calderón                                                                                     |
| 27 de junio          | Francia                                                                                                  | Primer ministro François Fillon                                                                                |
| 24 de julio          | Mauritania                                                                                               | Presidente Sidi Uld Cheij Abdallahi                                                                            |
| 24 de julio          | Guinea Ecuatorial                                                                                        | Primer ministro Ignacio Milam Tang                                                                             |
| 25 de julio          | Venezuela                                                                                                | Presidente Hugo Chávez                                                                                         |
| 2 de septiembre      | ONU | Secretario general Ban Ki-Moon                                                                                 |
| 6 – 12 de septiembre | Costa Rica                                                                                               | Presidente Óscar Arias                                                                                         |
| 18 de septiembre     | República Checa                                                                                          | Primer ministro Mirek Topolánek                                                                                |
| 2 de octubre         | Unión Europea                                                                                            | Presidente del Parlamento Europeo Hans-Gert Pöttering                                                          |
| 8 de octubre         | Polonia                                                                                                  | Presidente del Consejo de Ministros Donald Tusk                                                                |
| 13 de octubre        | Brasil                                                                                                   | Presidente Luiz Inácio Lula da Silva                                                                           |
| 18 de octubre        | Jordania                                                                                                 | Rey Abdalá II                                                                                                  |
| 3 de noviembre       | Unión Europea                                                                                            | Presidente de la Comisión Europea José Manuel Durão Barroso                                                    |
| 14 de noviembre      | Hungría                                                                                                  | Primer ministro Ferenc Gyurcsány                                                                               |
| 20 de noviembre      | Túnez | Primer ministro Mohamed Ghannouchi                                                                             |
| 24 – 25 de noviembre | Panamá                                                                                                   | Presidente Martín Torrijos Espino                                                                              |
| 16 de diciembre      | Marruecos                                                                                                | Jefe del Gobierno Abás El Fasi                                                                                 |
| 2009                 | | |
| 8 de enero           | Palestina                                                                                                | Presidente Mahmud Abás                                                                                         |
| 21 – 22 de enero     | Portugal                                                                                                 | Primer ministro José Sócrates                                                                                  |
| 30 de enero          | China | Primer ministro del Consejo de Estado Wen Jiabao                                                               |
| 9 – 11 de febrero    | Argentina                                                                                                | Presidenta Cristina Fernández de Kirchner                                                                      |
| 2 – 3 de marzo       | Rusia | Presidente Dmitri Medvédev                                                                                     |
| 9 – 10 de marzo      | Serbia                                                                                                   | Presidente Boris Tadić                                                                                         |
| 12 – 13 de marzo     | Alemania                                                                                                 | Presidente Horst Köhler                                                                                        |
| 20 – 23 de abril     | India | Presidente Pratibha Patil                                                                                      |
| 27 – 28 de abril     | Francia                                                                                                  | Presidente Nicolas Sarkozy                                                                                     |
| 28 de abril          | Colombia                                                                                                 | Presidente Álvaro Uribe                                                                                        |
| 14 de mayo           | Unión Europea                                                                                            | Presidente de la Comisión Europea José Manuel Durão Barroso                                                    |
| 17 de mayo           | Noruega                                                                                                  | Primer ministro Jens Stoltenberg                                                                               |
| 18 – 22 de mayo      | República Dominicana                                                                                     | Presidente Leonel Fernández Reyna                                                                              |
| 13 de julio          | Grecia                                                                                                   | Primer ministro Kostas Karamanlís                                                                              |
| 11 de septiembre     | Venezuela                                                                                                | Presidente Hugo Chávez                                                                                         |
| 15 de septiembre     | Bolivia                                                                                                  | Presidente Evo Morales                                                                                         |
| 8 de octubre         | Zimbabue                                                                                                 | Primer ministro Morgan Tsvangirai                                                                              |
| 20 de octubre        | Líbano                                                                                                   | Presidente Michel Sleiman                                                                                      |
| 28 de octubre        | Mauritania                                                                                               | Presidente Mohamed Uld Abdelaziz                                                                               |
| 2 de noviembre       | Malta | Primer ministro Lawrence Gonzi                                                                                 |
| 4 de noviembre       | Finlandia                                                                                                | Primer ministro Matti Vanhanen                                                                                 |
| 17 de noviembre      | Hungría                                                                                                  | Presidente László Sólyom                                                                                       |
| 23 de noviembre      | Eslovenia                                                                                                | Presidente del Gobierno Borut Pahor                                                                            |
| 27 de noviembre      | Letonia                                                                                                  | Primer ministro Valdis Dombrovskis                                                                             |
| 2 de diciembre       | Estonia                                                                                                  | Primer ministro Andrus Ansip                                                                                   |
| 9 de diciembre       | Benín | Presidente Yayi Boni                                                                                           |
| 15 de diciembre      | Unión Europea                                                                                            | Presidente del Consejo Europeo Herman Van Rompuy                                                               |
| 2010                 | | |
| 7 de enero           | Argelia                                                                                                  | Presidente Abdelaziz Buteflika                                                                                 |
| 8 de enero           | Unión Europea                                                                                            | Presidente del Consejo Europeo, Herman Van Rompuy Presidente de la Comisión Europea, José Manuel Durão Barroso |
| 13 de enero          | Andorra                                                                                                  | Presidente del Gobierno Jaume Bartumeu                                                                         |
| 21 de enero          | Unión Europea                                                                                            | Presidente de la Comisión Europea José Manuel Durão Barroso                                                    |
| 26 de enero          | Noruega                                                                                                  | Primer ministro Jens Stoltenberg                                                                               |
| 27 de enero          | Jordania                                                                                                 | Rey Abdalá II                                                                                                  |
| 22 de febrero        | Turquía                                                                                                  | Primer ministro Recep Tayyip Erdoğan                                                                           |
| 22 de febrero        | Suiza | Presidenta Doris Leuthard                                                                                      |
| 23 de febrero        | Unión Europea                                                                                            | Presidente de la Comisión Europea José Manuel Durão Barroso                                                    |
| 7 de marzo           | Marruecos                                                                                                | Jefe del Gobierno Abás El Fasi                                                                                 |
| 8 de abril           | Líbano                                                                                                   | Presidente del Consejo de Ministros Saad Hariri                                                                |
| 15 de abril          | Filipinas                                                                                                | Presidenta Gloria Macapagal                                                                                    |
| 8 de mayo            | Estados Unidos                                                                                           | Vicepresidente Joe Biden                                                                                       |
| 16 – 18 de mayo      | México                                                                                                   | Presidente Felipe Calderón                                                                                     |
| 17 – 18 de mayo      | Chile | Presidente Sebastián Piñera                                                                                    |
| 17 – 18 de mayo      | Argentina                                                                                                | Presidenta Cristina Fernández de Kirchner                                                                      |
| 17 – 19 de mayo      | Unión Europea                                                                                            | Presidente del Consejo Europeo, Herman Van Rompuy Presidente de la Comisión Europea, José Manuel Durão Barroso |
| 18 de mayo           | Diversos jefes de Estado y de Gobierno en el marco de la VI Cumbre Unión Europea-América Latina y Caribe | Diversos jefes de Estado y de Gobierno en el marco de la VI Cumbre Unión Europea-América Latina y Caribe       |
| 2 de junio           | Pakistán                                                                                                 | Primer ministro Yousaf Raza Gillani                                                                            |
| 12 de junio          | Portugal                                                                                                 | Primer ministro José Sócrates                                                                                  |
| 21 de junio          | Cabo Verde                                                                                               | Primer ministro José Maria Neves                                                                               |
| 5 de julio           | Siria | Presidente Bashar al-Asad                                                                                      |
| 16 de julio          | ONU | Secretario general Ban Ki-Moon                                                                                 |
| 19 de julio          | Diversos jefes de Estado y de Gobierno africanos en el marco de la Conferencia African Progress          | Diversos jefes de Estado y de Gobierno africanos en el marco de la Conferencia African Progress                |
| 14 de septiembre     | Seychelles                                                                                               | Presidente James Michel                                                                                        |
| 28 de septiembre     | Somalia                                                                                                  | Presidente Sharif Ahmed                                                                                        |
| 30 de septiembre     | Bélgica                                                                                                  | Primer ministro Yves Leterme                                                                                   |
| 18 de octubre        | Mozambique                                                                                               | Presidente Armando Guebuza                                                                                     |
| 25 de octubre        | Lituania                                                                                                 | Primer ministro Andrius Kubilius                                                                               |
| 6 – 7 de noviembre   | Ciudad del Vaticano                                                                                      | Papa Benedicto XVI                                                                                             |
| 10 de diciembre      | Unión Europea                                                                                            | Presidente del Consejo Europeo Herman Van Rompuy                                                               |
| 2011                 | | |
| 7 de enero           | Corea del Sur                                                                                            | Primer ministro Kim Hwang-sik                                                                                  |
| 13 de enero          | Hungría                                                                                                  | Presidente Pál Schmitt                                                                                         |
| 3 de febrero         | Alemania                                                                                                 | Canciller Angela Merkel                                                                                        |
| 10 de febrero        | Alemania                                                                                                 | Presidente Christian Wulff                                                                                     |
| 10 – 11 de febrero   | Unión Europea                                                                                            | Presidente de la Comisión Europea José Manuel Durão Barroso                                                    |
| 11 de febrero        | Suiza | Presidenta Micheline Calmy-Rey                                                                                 |
| 22 de febrero        | Israel                                                                                                   | Presidente Shimon Peres                                                                                        |
| 4 de marzo           | Bulgaria                                                                                                 | Primer ministro Boiko Borísov                                                                                  |
| 7 – 8 de marzo       | Chile | Presidente Sebastián Piñera                                                                                    |
| 10 de marzo          | Polonia                                                                                                  | Presidente del Consejo de Ministros Donald Tusk                                                                |
| 18 de marzo          | ONU | Secretario general Ban Ki-Moon                                                                                 |
| 22 de marzo          | Irlanda                                                                                                  | Presidente Mary McAleese                                                                                       |
| 11 de abril          | Colombia                                                                                                 | Presidente Juan Manuel Santos                                                                                  |
| 25 de abril          | Catar | Emir Hamad Al Thani                                                                                            |
| 1 de junio           | Polonia                                                                                                  | Presidente Bronisław Komorowski                                                                                |
| 8 de junio           | Australia                                                                                                | Gobernadora general Quentin Bryce                                                                              |
| 16 de junio          | OTAN | Secretario general Anders Fogh Rasmussen                                                                       |
| 4 de julio           | Andorra                                                                                                  | Presidente del Gobierno Antoni Martí                                                                           |
| 6 de julio           | ONU | Secretario general Ban Ki-Moon                                                                                 |
| 7 de julio           | Haití | Presidente Michel Martelly                                                                                     |
| 11 de julio          | Panamá                                                                                                   | Presidente Ricardo Martinelli                                                                                  |
| 12 de julio          | Unión Europea                                                                                            | Presidente del Consejo Europeo Herman van Rompuy                                                               |
| 19 de julio          | Palestina                                                                                                | Presidente Mahmud Abás                                                                                         |
| 18 – 19 de agosto    | Ciudad del Vaticano                                                                                      | Papa Benedicto XVI                                                                                             |
| 31 de agosto         | Portugal                                                                                                 | Primer ministro Pedro Passos Coelho                                                                            |
| 6 de octubre         | Serbia                                                                                                   | Presidente del Gobierno Mirko Cvetković                                                                        |

## Número de visitas por país
A continuación se enumeran las visitas que han realizado por países y continentes. No se incluyen las visitas realizadas por miembros de organizaciones supranacionales.
| África | América | Asia | Europa | Oceanía         |
| --- | --- | --- | --- | --------------- |
| Argelia (1) Benín (1) Cabo Verde (1) Guinea Ecuatorial (1) Marruecos (2) Mauritania (2) Mozambique (1) Seychelles (1) Somalia (1) Túnez (1) Zimbabue (1) | Argentina (2) · Brasil (1) · Chile (2) · Bolivia (1) · Colombia (2) · Costa Rica (1) · Ecuador (1) · Estados Unidos (1) · Haití (1) · México (2) · Panamá (2) · Portugal (1) · República Dominicana (1) · Venezuela (2) · | Catar (1) China (1) Corea del Sur (1) Filipinas (1) India (1) Israel (1) Jordania (2) Líbano (2) Pakistán (1) Palestina (2) Siria (1) | Alemania (3) · Andorra (2) · Bélgica (1) · Bulgaria (1) · Eslovenia (1) · Estonia (1) · Finlandia (1) · Francia (2) · Grecia (1) · Hungría (3) · Irlanda (1) · Letonia (1) · Lituania (1) · Malta (1) · Noruega (2) · Polonia (3) · Portugal (3) · República Checa (1) · Rusia (1) · Serbia (2) · Suiza (2) · Turquía (1) · Ciudad del Vaticano (2) · | Australia (1)   |
| 11 países 13 visitas | 14 países 20 visitas | 11 países 14 visitas | 23 países 38 visitas | 1 país 1 visita |